# Haus Kleinlogel

Haus Kaiserstraße 5 (Bildmitte, mit dem Giebel zum Betrachter) vor 1901

Kaiserstraße 5, Haus Kleinlogel, im Jahr 1910

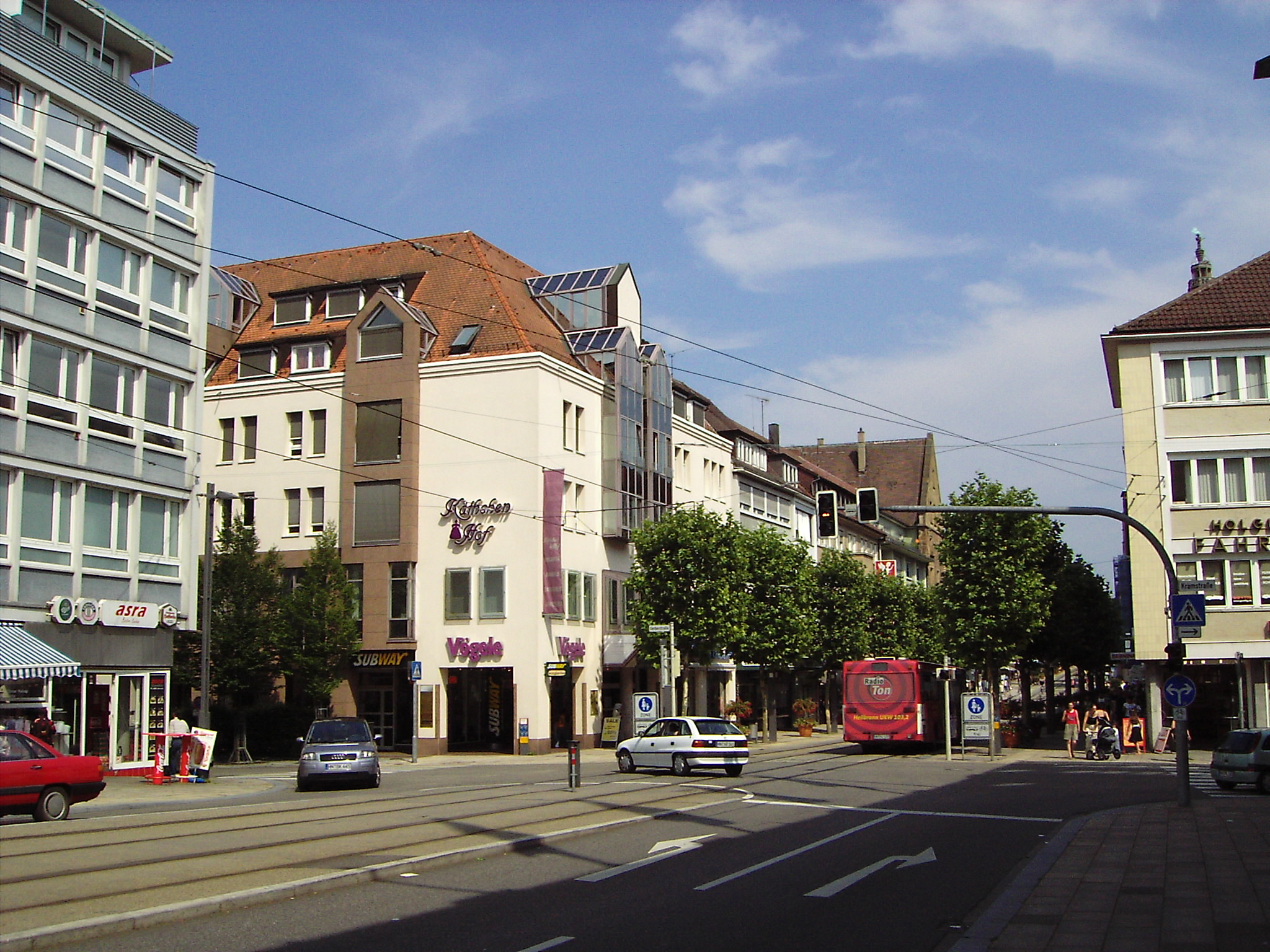
Kaiserstraße 5 (ganz links), Foto von 2005

Das Haus Kleinlogel in der Kaiserstraße in Heilbronn wurde 1902 nach Plänen des Architekten August Dederer als Wohn- und Geschäftshaus für den Kaufmann Otto Kleinlogel erbaut. An der Stelle des Gebäudes an der Ecke zur Gerberstraße befand sich einst die mittelalterliche Johanneskapelle, auch das Katharinenspital erstreckte sich zum Teil auf das Grundstück. Das Geschäftshaus Kleinlogel wies eine Fassadenmalerei von Ernst Bader sowie Jugendstil-Kunstschmiedearbeiten von August Stotz auf. Das Gebäude wurde beim Luftangriff vom 4. Dezember 1944 zerstört, der Eigentümer Kleinogel ließ dort nach dem Zweiten Weltkrieg einen Neubau nach Plänen von Kurt Marohn erstellen.

## Geschichte
Im westlichen Bereich der Heilbronner Altstadt befand sich einst der fränkische Königshof. Der fränkische Königsbesitz zersplitterte bereits bis zum hohen Mittelalter. An der Stelle des Königshofes bestand später das Katharinenspital sowie die noch auf den Königshof zurückgehende Johanneskapelle. Der zum Spital gehörige Kirchhof bei St. Johann lag in der nördlichen Hälfte des späteren Grundstücks Kaiserstraße 5 und wurde zur Zeit der Reformation aufgelassen. Ebenfalls noch auf dem Grundstück befand sich ein Haus des Spitals, das 1529 zur Elendenherberge umgebaut und 1549 durch einen noch 1685 erwähnten Neubau ersetzt wurde, der als Armen- bzw. Waisenhaus genutzt wurde. Um 1800 änderten sich die sozialen Gegebenheiten, u. a. durch den Bau des neuen Waisen-, Zucht und Arbeitshauses sowie durch den Neubau eines Krankenhauses in der Paulinenstraße. Die Johanniskapelle war 1836 bereits abgegangen, an ihrer Stelle befand sich damals der Gasthof zum Hirsch. Das Spital wurde 1862 auf Abriss verkauft. Eine bedeutende städtebauliche Änderung ergab sich im späten 19. Jahrhundert, als man die neue Neckarbrücke erbaute und bis 1897 die vormalige Kramstraße zur durchgängigen Kaiserstraße in ihrem heutigen Verlauf ausbaute. Das Gebäude an der Kaiserstraße 5 lag damit an der neuen Hauptverkehrsachse der Stadt. Zu jener Zeit wurden viele der Altbauten längs der Straße durch repräsentative Neubauten im Stil der Zeit ersetzt.
Der Kaufmann Otto Kleinlogel ließ 1901/02 an der Kaiserstraße 5 ein Gebäude nach Entwürfen des Heilbronner Architekten August Dederer (1858–1903) errichten. Kleinlogel wird im Jahrbuch der Millionäre in Württemberg mit Hohenzollern von 1914 unter den einfachen Millionären mit einem Vermögen von ein bis zwei Millionen Mark gelistet. Architekt Dederer zeichnete in Heilbronn u. a. auch für die Gebäude in der Herbststraße 8, am Silcherplatz 6, in der Uhlandstraße 70 sowie der Wilhelmstraße 52, 54, 56 und 58 verantwortlich.
Die Schaufensterfassade des Hauses Kleinlogel schuf der Kunstschmied August Stotz. Die Fassadenmalerei besorgte Ernst Bader, der auch das Käthchenhaus, den Saalbau der Brauerei Cluss sowie verschiedene Villen in Heilbronn künstlerisch ausgestaltet hat.

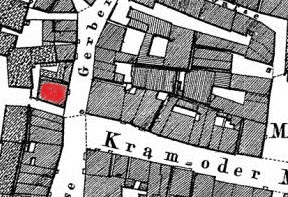
Standort der St.-Johannes-Kapelle an der Kaiserstraße 5 (überarbeitet nach Archäolog. Stadtkataster Karte 4, Nr. 78)
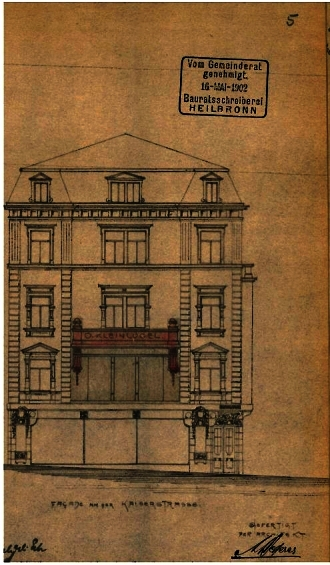
Haus Kleinlogel, Plan von 1902
Heilbronn, Gerberstraße, Wandgemälde von Ernst Bader am Haus Otto Kleinlogel

Nachdem das Gebäude beim Luftangriff auf Heilbronn am 4. Dezember 1944 zerstört worden war, eröffnete der Eigentümer Kleinlogel zunächst ein Geschäft in einem provisorisch wiederhergestellten Gebäude in der Klarastraße 19/Ecke Wollhausstraße und  ließ 1955 ein sechsgeschossiges Wohn- und Geschäftshaus am alten Platz nach Plänen des Architekten Kurt Marohn errichten, in dem der 1944 im Rauchschen Palais ausgebombte Fotograf Alfred Naleppa am 2. Januar 1956 ein Fotogeschäft eröffnete, bevor wenig später auch wieder Kleinlogel darin Ladenräume bezog.
Das heutige, von Marohn geplante Gebäude ist ein fünfgeschossiger Bau mit Flachdach, der direkt an das Gebäude der HypoVereinsbank (Kaiserstraße 1–3) anschließt.